# Correios de Timor-Leste
Correios de Timor-Leste (CTL) é a agência governamental responsável pela prestação de serviços postais em Timor-Leste.

## História
Desde a era colonial portuguesa já havia um serviço postal e selos próprios para Timor Português. Porém, a partir da invasão e anexação de Timor-Leste pela Indonésia em 1975, os selos regulares indonésios foram utilizados como padrão.
O serviço postal de Timor-Leste foi recriado provisoriamente em abril de 2000 sob a administração da Organização das Nações Unidas. O país só conseguiu retomar o seu território e tornar-se independente de facto a 20 de maio de 2002. No mesmo ano, o CTL ingressou na Associação Internacional das Comunicações de Expressão Portuguesa (AICEP), e a 28 de novembro de 2003, um membro da União Postal Universal. A 8 de junho de 2010, a nova sede dos correios está localizada na capital Díli e foi aberta ao público no mesmo ano.